# Лейкфронт (аеропорт)
Аеропорт Лейкфронт (IATA: NEW, ICAO: KNEW, FAA ідент. місц.: NEW) — це аеропорт у п'яти милях на північний схід від центру Нового Орлеана (штат Луїзіана, США). Аеропорт Лейкфронт — це другий аеропорт Нового Орлеану після основного аеропорту імені Луї Армстронга. Якщо Лейкфронт це аеропорт для внутрішніх авіаперевезень, то аеропорт Луї Армстронга є міжнародним, і обслуговує, як внутрішні, так і міжнародні авіасполучення.